# Ворьсма
Во́рьсма (Во́рсма) — река в России, протекает почти полностью в Борисоглебском районе Ярославской области. Исток расположен к северу от Тархова холма в Переславском районе. Устье находится в 12 км по левому берегу реки Ильма от её устья. Длина реки составляет 21 км, площадь водосборного бассейна — 83,4 км². Крупнейший приток — Пажа (4,3 км от устья). Сельские населённые пункты у реки: Цепелево, Титово, Яшкурово, Савинское, Тюфеево.

## Данные водного реестра
По данным государственного водного реестра России относится к Верхневолжскому бассейновому округу, водохозяйственный участок реки — Волга от Рыбинского гидроузла до города Кострома, без реки Кострома от истока до водомерного поста у деревни Исады, речной подбассейн реки — Волга ниже Рыбинского водохранилища до впадения Оки. Речной бассейн реки — (Верхняя) Волга до Куйбышевского водохранилища (без бассейна Оки).
Код объекта в государственном водном реестре — 08010300212110000010736.

### Притоки
(указано расстояние от устья)
- 4,3 км: река Пажа (лв)